# Tênis nos Jogos Olímpicos de Verão de 1920
O tênis nos Jogos Olímpicos de Verão de 1912 foi realizado em Antuérpia, na Bélgica, com cinco eventos disputados, todos em quadras de grama.

## Eventos do tênis
Masculino: Simples | Duplas

Feminino: Simples | Duplas

Misto: Duplas mistas

## Masculino

### Simples masculino
| Pos. | País                | Atletas         |
| ---- | ------------------- | --------------- |
|      | África do Sul (RSA) | Louis Raymond   |
|      | Japão (JPN)         | Ichiya Kumagae  |
|      | África do Sul (RSA) | Charles Winslow |

### Duplas masculino
| Pos. | País               | Atletas                         |
| ---- | ------------------ | ------------------------------- |
|      | Grã-Bretanha (GBR) | Oswald Turnbull Maxwell Woosnam |
|      | Japão (JPN)        | Ichiya Kumagae Seiichiro Kashio |
|      | França (FRA)       | Pierre Albarran Max Decugis     |

## Feminino

### Simples feminino
| Pos. | País               | Atletas              |
| ---- | ------------------ | -------------------- |
|      | França (FRA)       | Suzanne Lenglen      |
|      | Grã-Bretanha (GBR) | Edith Dorothy Holman |
|      | Grã-Bretanha (GBR) | Kathleen McKane      |

### Duplas feminino
| Pos. | País               | Atletas                          |
| ---- | ------------------ | -------------------------------- |
|      | Grã-Bretanha (GBR) | Kathleen McKane Margaret McNair  |
|      | Grã-Bretanha (GBR) | Winifred Beamish Edith Holman    |
|      | França (FRA)       | Elisabeth D'Ayen Suzanne Lenglen |

## Misto

### Duplas mistas
| Pos. | País                 | Atletas                         |
| ---- | -------------------- | ------------------------------- |
|      | França (FRA)         | Suzanne Lenglen Max Decugis     |
|      | Grã-Bretanha (GBR)   | Kathleen McKane Maxwell Woosnam |
|      | Checoslováquia (TCH) | Milada Skrbkova Ladislav Zemla  |

## Quadro de medalhas do tênis
| Ordem | País                 | Medalha de ouro | Medalha de prata | Medalha de bronze | Total |
| ----- | -------------------- | --------------- | ---------------- | ----------------- | ----- |
| 1     | Grã-Bretanha (GBR)   | 2               | 3                | 1                 | 6     |
| 2     | França (FRA)         | 2               | 0                | 2                 | 4     |
| 3     | África do Sul (RSA)  | 1               | 0                | 1                 | 2     |
| 4     | Japão (JPN)          | 0               | 2                | 0                 | 2     |
| 5     | Checoslováquia (TCH) | 0               | 0                | 1                 | 1     |